# Mačka Blaze
Mačka Blaze (angleško Blaze the Cat; japonsko ブレイズ・ザ・キャット, latinizirano: Bureizu za Kjato, *Solov imperij) je izmišljena antropomorfna mačka iz Segine franšize Ježek Sonic. Je princesa iz alternativne dimenzije, kjer je regentka svojega sveta in zaščitnica Solovih smaragdov, ki so ekvivalentni Kaosovim smaragdom v Sonicovem svetu. Zaradi tega je Blazeina vloga podobna tako Sonicu, kot Knucklesu. Njeno ime (blaze v angleščini pomeni večji ogenj) je povezano s prirojenimi pirokinetičnimi močmi, ki ji omogočajo nadzorovanje in ustvarjanje ognja. Z uporabo moči Solovih smaragd Blaze postane Goreča Blaze, podobno kot Super Sonic. V goreči formi postane močnejša, lahko leti in je obdana z ognjenim ščitom.
Blaze je običajno elegantna in umirjena, zaradi svoje resnosti pa je precej nedružabna. Nekoč je brez sramu trdila, da ne mara pomoči drugih. To se je spremenilo po tem, ko je srečala Sonica in Cream.

## Razvoj
Blaze je bila zasnovan kot lik, ki bi bil Sonicu podoben in hkrati drugačen. Prvotna zasnova za Blaze je bila zelo podobna končnem liku, le da so bile njene oči bolj okrogle, rep bolj štrleč naprej ter, da je nosila arabska oblačila.
Stara preglednica likov iz igre Sonic the Hedgehog omenja, da Blaze nosi ogrinjalo, s katerim zakrije svoj plamen, zaradi katerega so jo nekoč drugi dražili. Kljub tej trditvi, v igrah nikoli ni nosila ogrinjala. Kasneje je bila trditev obrazložena z galerijo s skicami v različici Sonic Generations za Nintendo 3DS, kjer je Blaze na eni od ilustracij ovita v roza ogrinjalo.
Nekdanji član Sege je na spletni strani Sonic Wrecks zasnovne skice Blaze, za katere pravi, da so bile narejene leta 2005. Njen dizajn je bil podoben Shadowu, vendar je možno, da je bila to le njena senca. 

## Zunanji izgled
Blaze je mačka svetlo-vijolične barve. Njene oči so zlato-rumene barve. Lase ima spete v čop.
Blaze nosi bele rokavice s krznenimi obrobami, vijoličen plašč s škrlatnimi črtami, zlato ogrlico in bele hlače. Obuta je v svetlo rožnate čevlje z belimi črtami s sivimi podplati in visoko peto.

## Opis
Blaze je pogosto plemenita, umirjena, resna in razumna, a zna tudi skriti svoja prava čustva. Njena eleganca je vidna v njenem slogu napada in v njenih gibih. Kot članica kraljeve družine je Blaze tiha, elegantna in resna. Je nepristranska in se ne mara šaliti.
Ima akrofobijo.
Čeprav zna svoja čustva skrivati, je Blaze izjemno občutljiva. Ko izgubi potrpežljivost, lahko postane agresivna, izpusti ves svoj ogenj in sprejema slabe odločitve. Kot princesa je zelo nezaupljiva do vseh, ob srečanjih s sovražniki pa se ne zadržuje in vedno pokaže svoja prava čustva.
Sprva je sovražila svoje pirokinetične moči, ker se je bala, da je premočna za svoje dobro in da je drugačna od vseh ostalih. Skozi čas se jih je naučila obvladovati in jih zdaj uporablja za pomoč svojim prijateljem.
Sprva je bila Blaze neodvisna in vase zaprta, a ko je spoznala Sonica in Cream, je spremenila svoje vedenje do tistih, ki jim zaupa. Njena prva prava prijateljica je bila Cream.
Blaze pravi, da se nerada zanaša na druge, vendar je hvaležna za pomoč, ter jim jo bo v stiski povrnila.

## Igre
- Sonic Rush (2005)
- Sonic the Hedgehog (2006)
- Sonic Rivals (2006)
- Sonic and the Secret Rings (2007)
- Sonic Rush Adventure (2007)
- Sonic Rivals 2 (2007)
- Sonic and the Black Knight (2009)
- Sonic Colors (2010)
- Sonic Generations (2011)